# فرودگاه تک‌بانده کوآملاسموئتوئه
فرودگاه تک‌بانده کوآملاسموئتوئه (به انگلیسی: Kwamelasemoetoe Airstrip), (یاتا: SMSM) یک فرودگاه همگانی است. این فرودگاه در کشور سورینام قرار دارد.